# Енергогенерувальна тканина
Енергогенерувальні тканини (англ. Electricity-generating textile - тканини, виготовлені з використанням фотоелементів або п'єзоелектричного матеріалу, які виробляють електричну енергію. Одяг з таких тканин може виробляти достатньо електрики, щоб зарядити портативний електронний прилад.

## Тканина з фотоелементом
Тканина з фотоелементами — це один з видів матеріалу, який генерує електрику під дією світла. Для підзарядки портативних електронних пристроїв необхідна невелика кількість енергії. Одяг, оснащений сонячними елементами, може генерувати значну частину цієї енергії після декількох годин підзарядки від сонячного світла. 

### Технологія
Тканина з фотоелементами та калькулятор, який працює від сонячної батареї, схожі з технологічної точки зору. Тканина складається із крихітних стрижнів з селеніду кадмію, які поміщають на органічні полімери або пластик. Електрони вільно рухаються по стрижнях і створюють позитивний і негативний полюси, як у батарейці. Встановивши два металевих контакти на обох кінцях фотоелемента, можна акумулювати струм і використовувати його для підзарядки невеликих електронних пристроїв . 
За результатами лабораторних тестів прототип фотоелемента товщиною 200 нанометрів може виробляти більше половини енергії батарейки для звичайного ліхтаря. 

### Мінуси
Традиційні фотоелементи виготовляються з кремнієвих кристалів, виробництво яких дуже складне і затратне. Вчені досліджують інші альтернативні варіанти, які будуть настільки ж ефективні, але за меншу ціну. Група дослідників Каліфорнійського технологічного інституту розробила новий вид еластичного фотоелемента, який використовує тільки частину напівпровідникового матеріалу, а також збільшує поглинання світла . 
Інший аспект, що вимагає більш детального опрацювання — як зробити тканину менш жорсткою і більш зручною. Тканина із фотоелементів складається з маленьких сонячних панелей, які пришиті струмопровідними нитками. Ці елементи можуть бути спрямовані тільки в одному напрямку, тому тканина нееластична в порівнянні зі звичайною тканиною. 

### Застосування
Тканина c фотоелементами може бути використана в різноманітному одязі та аксесуарах. На сьогоднішній день розробляються спеціальні куртки, які після 3-х годин перебування під сонцем , здатні зарядити музичний плеєр. 

## П'єзоелектрична тканина
П'єзоелектрична тканина — це ще один вид енергогенерувальної тканини. Цей вид матеріалу виробляє електричний заряд, перетворюючи кінетичну енергію, яка з'являється в результаті розтягування і скручування тканини. Таким чином одяг з цього матеріалу може генерувати енергію при русі її власника. 

### Технологія
Концепт мікроволоконного генератора був розроблений вченими з Технологічного інституту Джорджії . За основу були взяті ультратонкі кевларові нитки. Одні нитки покриті оксидом цинку, на інші наноситься нанопокриття із золота, призначене для збору електрики. Щоб нитки не були жорсткими, вони покриваються полімером біля основи. Нитки при русі труться одна об одну, створюючи п'єзоелектричний ефект, який перетворює механічний рух в електричну енергію  . 
За результатами експериментів дві нитки довжиною в 1 см можуть виробляти струм силою 4 наноампери і напругою 4 мілівольти. Також вчені стверджують, що надалі один квадратний метр такої тканини зможе виробляти 80 міліват електрики, що достатньо для зарядки портативного MP3 плеєра  .

### Мінуси
Товщина кевларових ниток всього 50 нанометрів, тому з точки зору комфортності одягу з п'єзоелектричної тканини зміни практично непомітні. Однак оксид цинку, з якого зроблені нитки, дуже чутливий до вологи. Тому п'єзоелектричну тканину не можна буде прати  . 

### Застосування
Концепт п'єзоелектричної тканини застосовується при створенні рюкзаків. Нині розробляються рюкзаки, які виробляють електрику в процесі тертя лямок об плечі. Лямки рюкзаків зроблені з полівініліденфториду, міцного і гнучкого матеріалу, схожого з нейлоном. Такий тип рюкзаків є особливою цінністю для військових. Пересуваючись зі швидкістю 2-3 км/год з таким рюкзаком, вага якого 45 кг, солдат зможе виробляти 45,6 мілівата електрики . 